# Рыбницкий повет
Рыбницкий повят (пол. Powiat rybnicki) — повят (район) в Польше, входит как административная единица в Силезское воеводство. Центр повята — город Рыбник (в состав повята не входит). Занимает площадь 224,63 км². Население — 77 223 человека (на 30 июня 2015 года).

## Административное деление
- города: Червёнка-Лещины
- городско-сельские гмины: Гмина Червёнка-Лещины
- сельские гмины: Гмина Гашовице, Гмина Ейковице, Гмина Льыски, Гмина Сверкляны

## Демография
Население повята дано на 30 июня 2015 года.
| Перепись            | Всего  | Мужчины | Женщины |
| ------------------- | ------ | ------- | ------- |
|                     | чел.   | чел.    | чел.    |
| Всего               | 77 223 | 38 087  | 39 136  |
| Городское население | 28 262 | 13 899  | 14 363  |
| Сельское население  | 48 961 | 22 078  | 22 619  |